# تکه‌ها
تکه‌ها (انگلیسی: Pieces) فیلمی در ژانر ترسناک و اسلشر است که در سال ۱۹۸۲ منتشر شد. از بازیگران آن می‌توان به کریستوفر جرج، لیندا دی جرج، پال ال اسمیت، جک تیلور و ژرارد تیشی اشاره کرد.